# Rue Zlatá
 (mars 2019).
La rue Zlata (en français, rue Dorée)  est une voie de Prague. Située dans la Vieille Ville de Prague, elle relie la place Anenské par la rue Husova à la rue Jilská.
Au début de la rue se trouve le monastère Sainte-Anne.

## Nom et historique
Longtemps la rue n'avait pas de nom, car le nom « Zlatá » était déjà donné à une rue voisine (l'actuelle rue Náprstkova) car il y avait des orfèvres et des bijoutiers au XIVe siècle. Le nom « Zlata » (doré) a été donné en 1905, lorsque la rue « Zlatá » d'origine a été renommée « Náprstkov » en l'honneur du patriote tchèque et saint patron Vojtěch Náprstka .

## Bâtiments remarquables et lieux de mémoire
- Monastère de Sainte Anne - numéro 1 [3]
- Église Sainte-Anne - numéro 2
- Maison U Voříkovských - numéro 6 et numéro 5 rue Liliová [4]
- Palais de Hochberg d'Hennersdorf - numéro 12 et numéro 7 rue Husova[5]

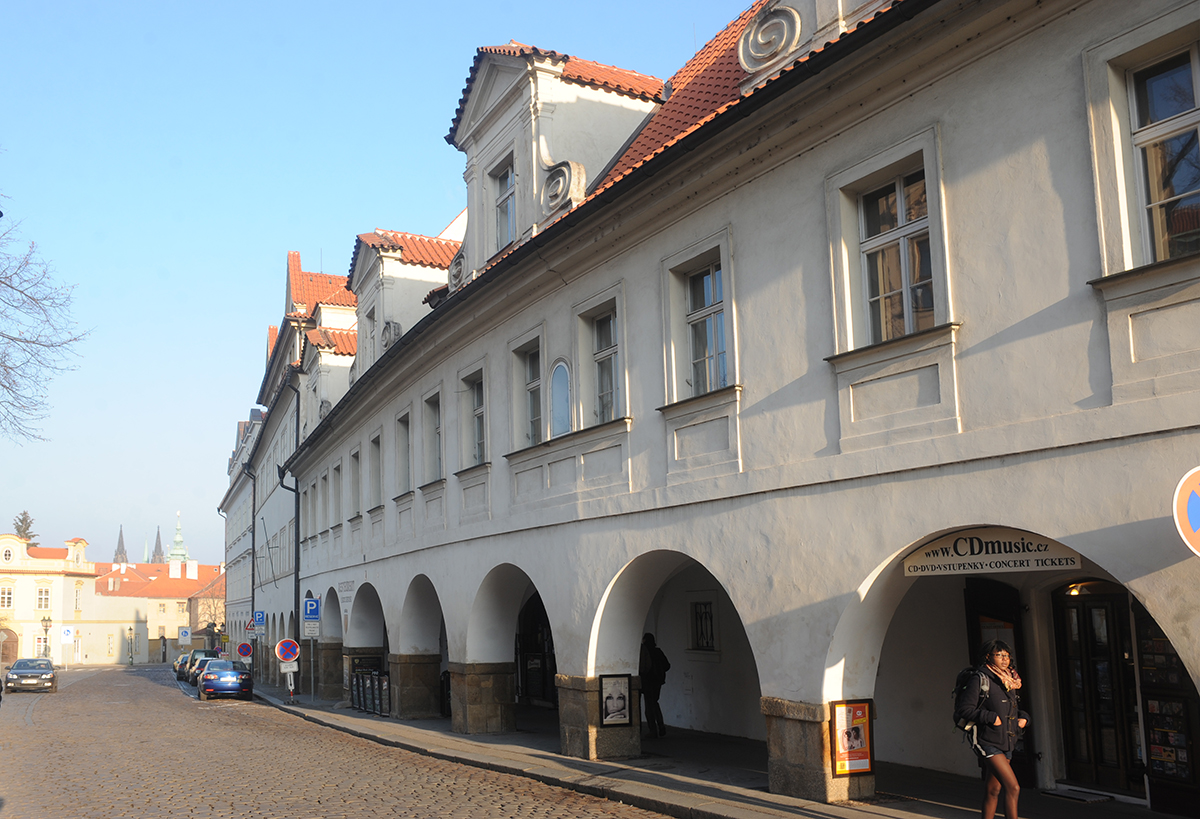
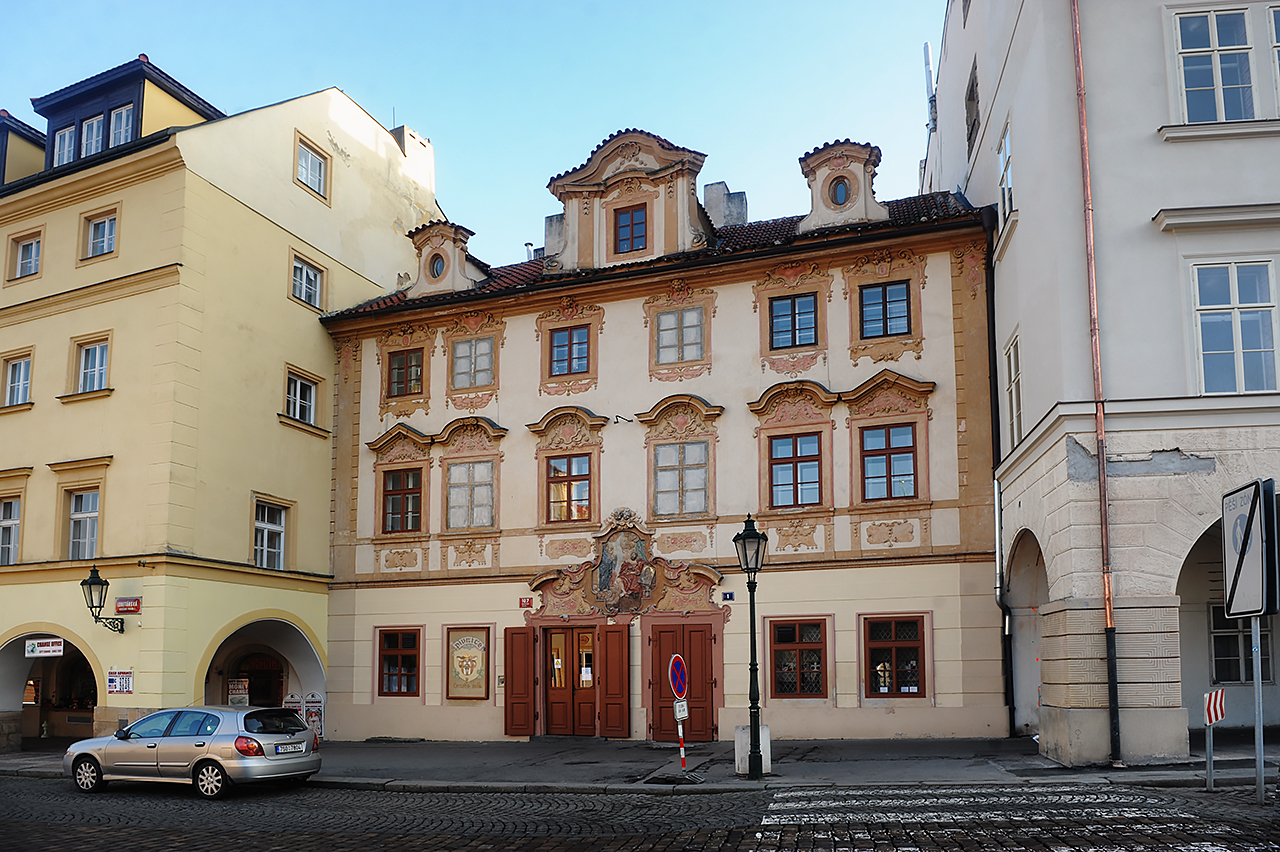
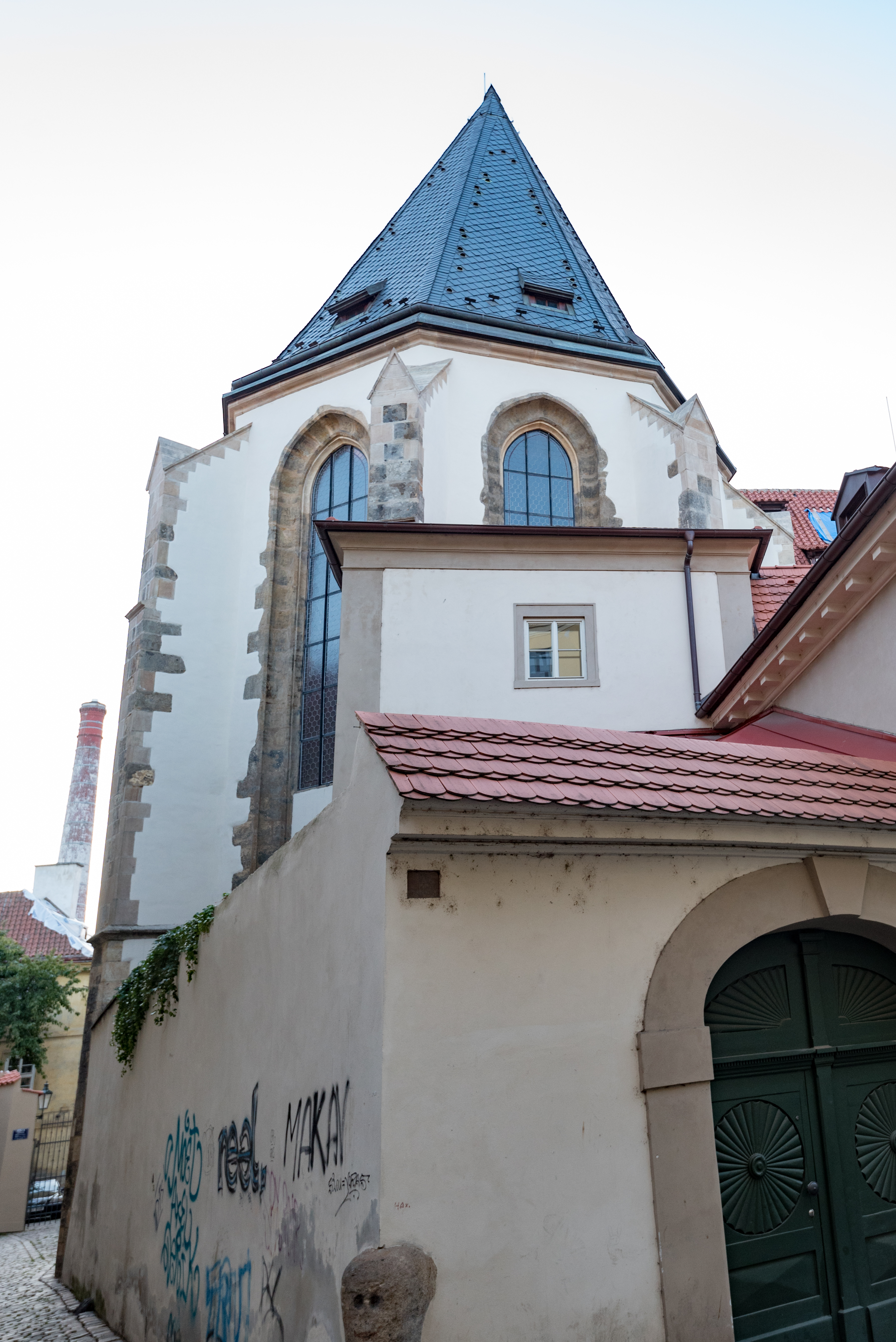
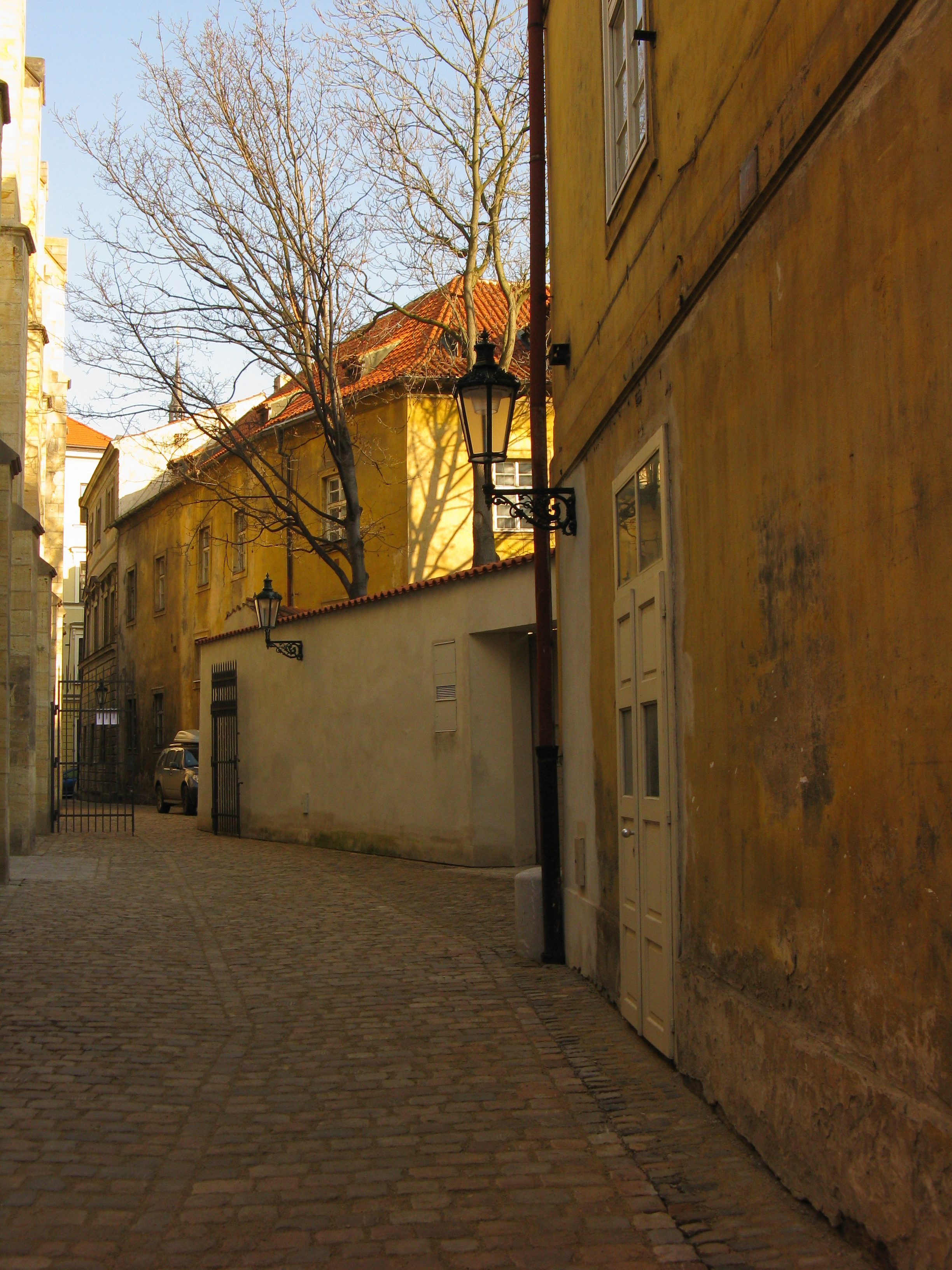
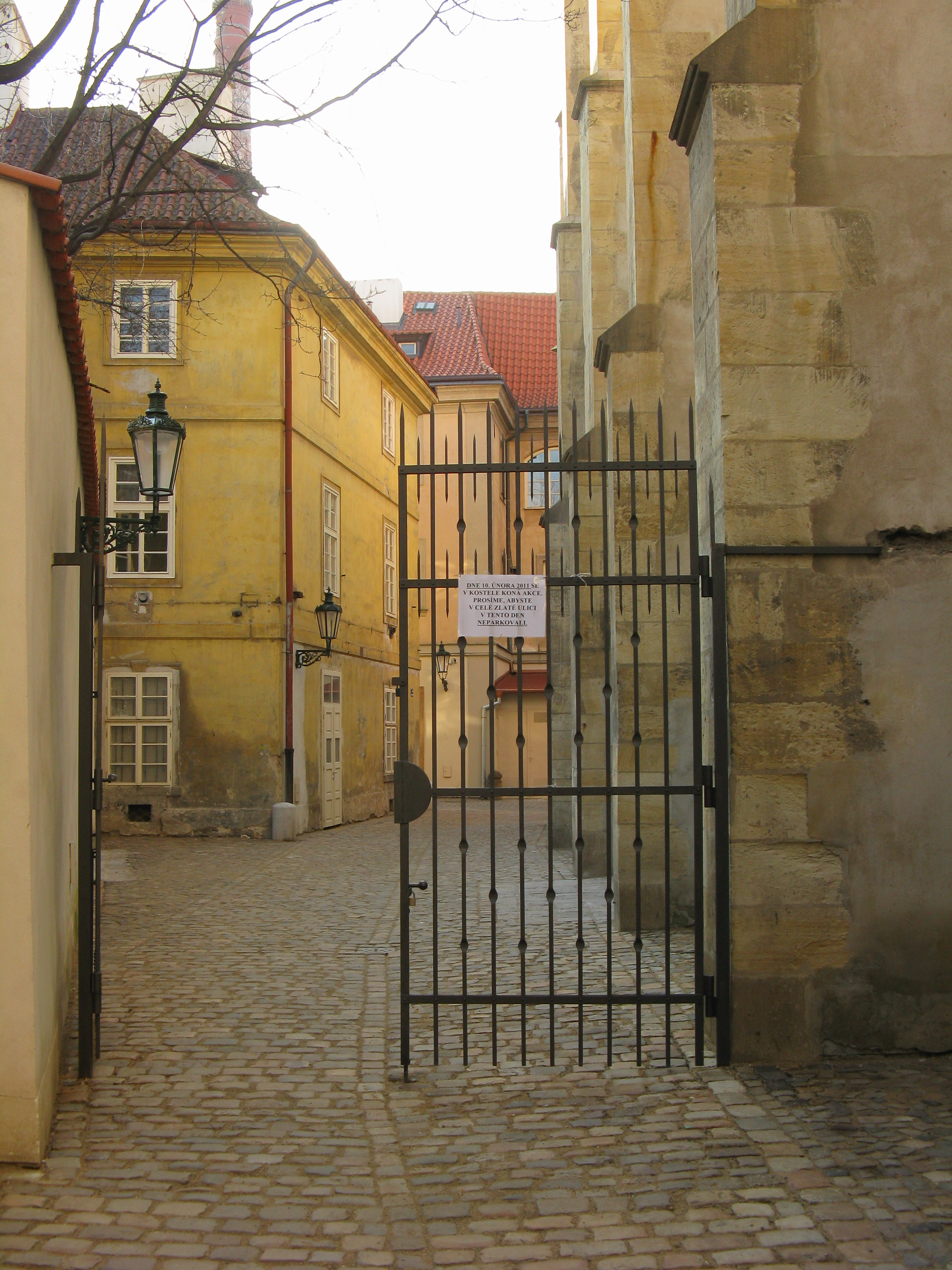
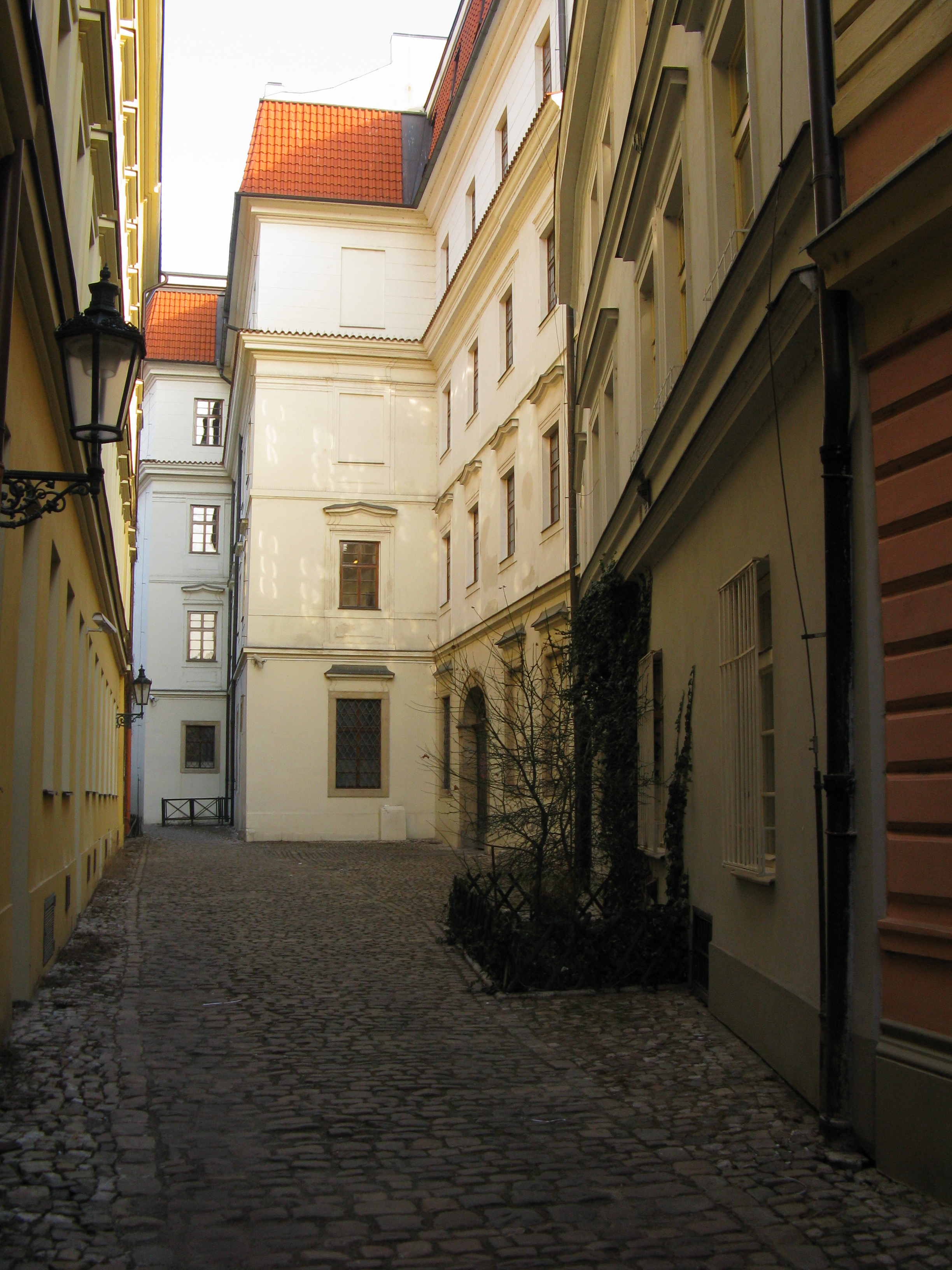
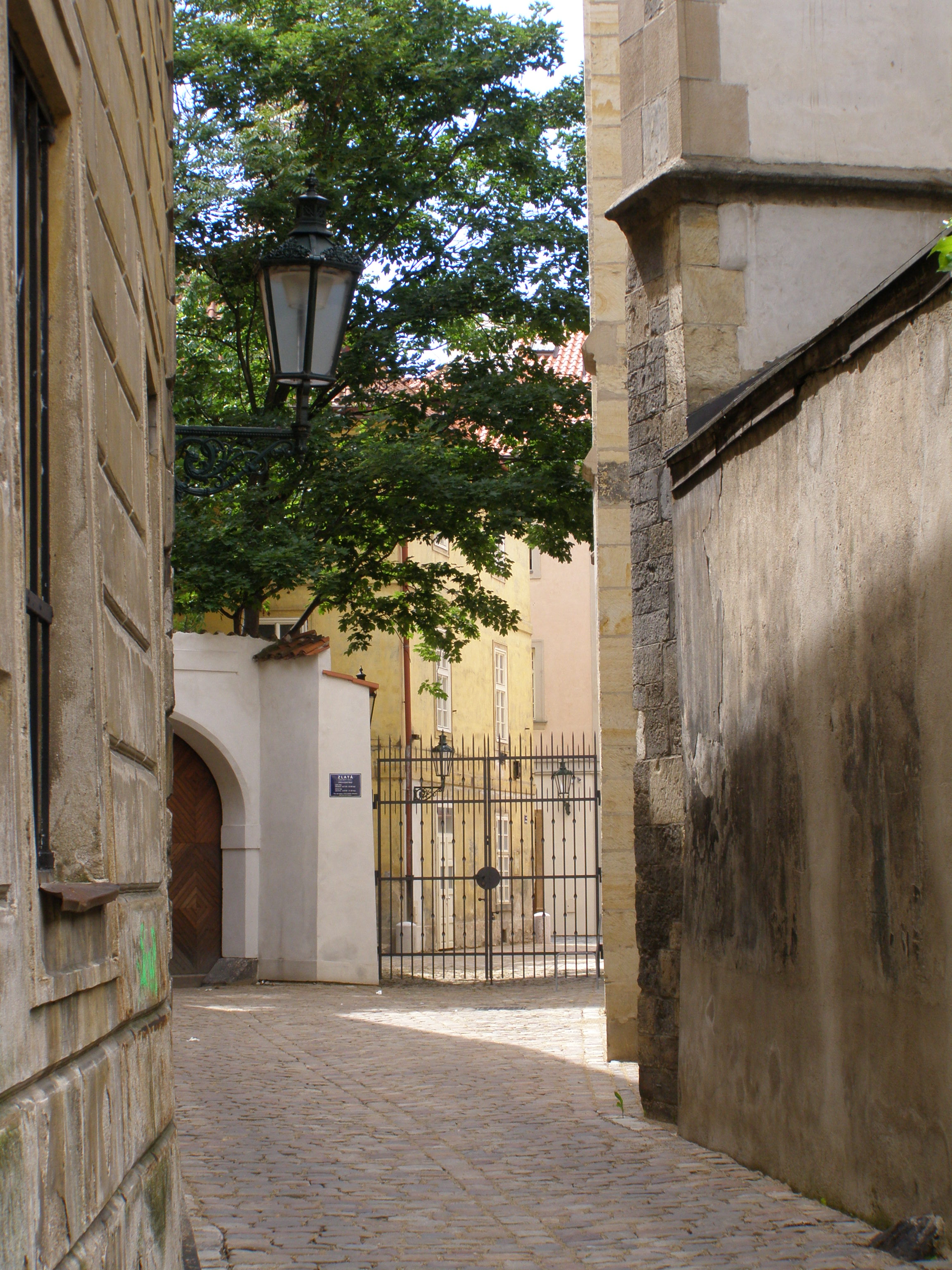